# Utivarachna zhengguoi
Espèce
Utivarachna zhengguoi est une espèce d'araignées aranéomorphes de la famille des Trachelidae.

## Distribution
Cette espèce est endémique du Yunnan en Chine,. Elle se rencontre dans le xian de Mengla.

## Description
Le mâle holotype mesure 4,68 mm et la femelle paratype 4,18 mm.

## Systématique et taxinomie
Cette espèce a été décrite par Chu et Li en 2023.

## Étymologie
Cette espèce est nommée en l'honneur de Guo Zheng.

## Publication originale
- Chu, Li, Pham & Yao, 2023 : « Three new species of the spider genus Utivarachna Kishida, 1940 (Araneae, Trachelidae) from China and Vietnam. » ZooKeys, no 1181, p. 201-217 (texte intégral).